# Beat Breu

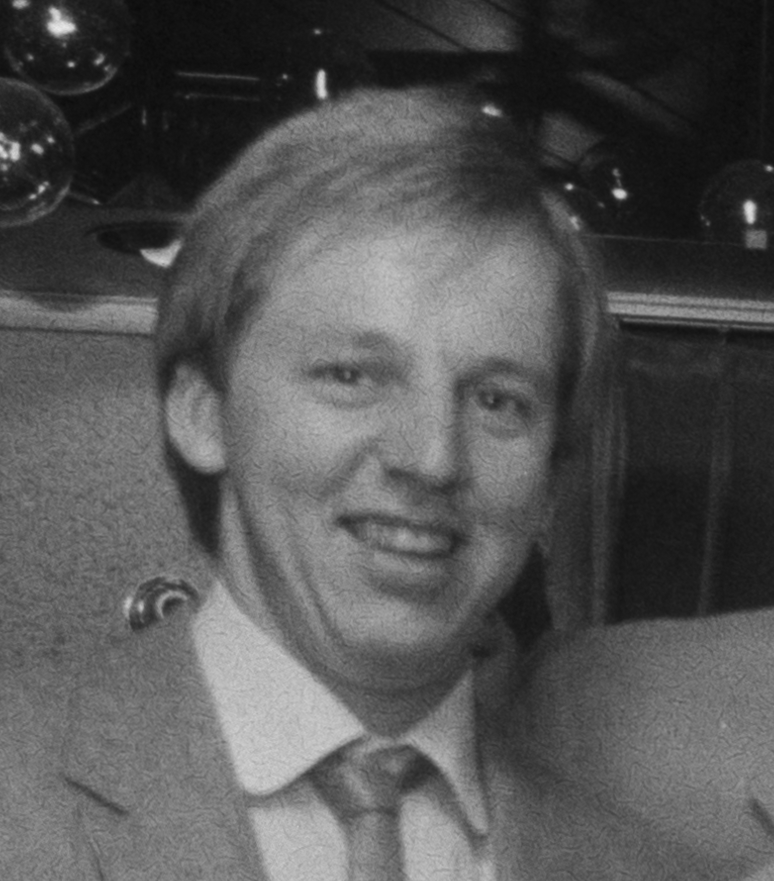
Beat Breu (1984)

Beat Breu (vorne), Cilo-Aufina, im Duell mit Henry Rinklin bei der Züri Metzgete 1981

Beat Breu (* 23. Oktober 1957 in St. Gallen) ist ein ehemaliger Schweizer Radrennfahrer.

## Karriere im internationalen Radsport
Beat Breus Profikarriere begann in den 1970er-Jahren, zuerst im Querfeldeinsport. Anschliessend spezialisierte er sich vermehrt auf die Strasse. Breu gehörte zu den erfolgreichsten Radprofis der Schweiz. So gewann er die Tour de Suisse 1981 und 1989, die Meisterschaft von Zürich (Züri Metzgete) 1981 und an der Tour de France 1982 zwei Bergetappen, davon jene auf die legendäre L’Alpe d’Huez. In der Tour de France 1982 gewann er die Sonderwertung Souvenir Henri Desgrange. Er erhielt darauf den Spitznamen «Bergfloh».
Bei seiner Teilnahme an der Tour de Suisse 1979 wurde Breu wegen Dopings disqualifiziert. Breu fuhr die heimische Landesrundfahrt vierzehnmal. Dreimal gewann er den Titel bei den Schweizer Radquer-Meisterschaften.
Breu beendete seine internationale Radsportkarriere nach der Saison 1995.

## Nach dem internationalen Radsport
Beat Breu vertraute das während der Sportlaufbahn verdiente Geld seinem Bruder an, dessen Immobiliengeschäfte zu einer Haftstrafe führten und Beat Breus Vermögen vernichteten, der als Folge hiervon 2 Millionen Franken Schulden hatte.
Nach einigen Jahren als Co-Organisator von Rad- und Radquerrennen wandte er sich, von Beruf eigentlich Postmitarbeiter, vom Radsport vollständig ab und versuchte sich mehr schlecht als recht als Komiker, Moderator, Betreiber eines «Wildwest-Bordells» sowie als Lastwagen-Ersatzteilhändler. 2003 erlitt er einen Hirnschlag, 2004 hatte er eine Operation am Herzen.
Im Alter von 49 Jahren unternahm Breu ein Comeback und gewann am 1. Januar 2008 die 6. Etappe des Steherrennens des Zürcher Sechstagerennens. Diesen einzigen Sieg nach seinem Comeback schrieb Breu einem Wasser zu, welches er versuchte für 80 Franken je Liter zu vertreiben. Die Vermarktung wurde wegen zu geringer Umsätze eingestellt, und Breu gab 2009 sein Comeback als Radsportler auf.
Nachdem Breu anschliessend zunächst als Aussendienstmitarbeiter für Fahrradteile gearbeitet hatte, betrieb er dann mit seiner Frau Heidi das Bistro des «Circus Royal». Nachdem der Circus Royal seinen Betrieb hatte einstellen müssen, musste auch Breus Bistro schliessen. 2019 gründete er zusammen mit einer deutschen Zirkusfamilie einen Zirkus, der im August des Jahres nach wenigen Vorstellungen aufgrund eines Streits der Betreiber geschlossen wurde.

## Privates
Breu lebt mit seiner zweiten Frau Heidi in Krummenau SG. Er hat zwei Kinder.

## Erfolge
1979
- Schweizer Bergmeister – Strassenrennen

1981
- Meisterschaft von Zürich
- eine Etappe Giro d’Italia
- Gesamtwertung und zwei Etappen Tour de Suisse

1982
- Bergwertung Tour de Romandie
- eine Etappe und Bergwertung Tour de Suisse
- zwei Etappen Tour de France

1983
- Bergwertung Tour de Romandie

1984
- eine Etappe Tour de Suisse

1987
- eine Etappe und Bergwertung Tour de Romandie

1988
- Schweizer Meister Radquer
- Bergwertung Tour de Romandie
- Cyclocross Zürich, Superprestige

1989
- Gesamtwertung, eine Etappe und Bergwertung Tour de Suisse
- Cyclocross Zürich, Superprestige

1994
- Schweizer Meister Radquer

## Grand-Tour-Platzierungen
| Grand Tour            | 1979 | 1980 | 1981 | 1982 | 1983 | 1984 | 1985 | 1986 | 1987 | 1988 | 1989 | 1990 |
| --------------------- | ---- | ---- | ---- | ---- | ---- | ---- | ---- | ---- | ---- | ---- | ---- | ---- |
| Vuelta a EspañaVuelta | –    | –    | –    | –    | –    | –    | –    | –    | –    | –    | –    | –    |
| Giro d’ItaliaGiro     | 23   | –    | 8    | –    | –    | 8    | –    | –    | –    | 11   | –    | –    |
| Tour de FranceTour    | –    | –    | –    | 6    | 22   | 43   | 23   | 74   | 26   | –    | 21   | 42   |

## Teams
- 1979: Willora-Piz Buin-Bonanza
- 1980: TI-Raleigh
- 1981–1984: Cilo-Aufina
- 1985–1986: Carrera-Inoxpran
- 1987–1988:Isotonic-Cyndarella / Frank-Toyo
- 1989–1990: Domex-Weinmann / Weinmann-SMM-Uster
- 1992: Bleiker

## Trivia
- Die Schweizer Mundart-Pop-Band DACHS hat Beat Breu ein Lied gewidmet. Die Single mit dem Titel Beat Breu erschien im November 2019.[7][8] Im März 2020 feierte Dachs im ausverkauften St. Galler Konzertlokal Palace Plattentaufe; Beat Breu war persönlich anwesend. Breu wurde auf der Palace-Bühne mit tosendem Applaus vom Publikum empfangen. Mittlerweile wurde die Hymne zum grössten Hit der Band.[9]
- Der damalige Erzrivale von Beat Breu war Godi Schmutz; die Rivalität zwischen den beiden Schweizer Radrennfahrern fand ihren Höhepunkt bei der Tour de Suisse 1981: Auf dem Weg nach Crans-Montana wollte Beat Breu attackieren. Da griff Teamkollege Godi Schmutz zur Notlüge und sagte ihm, dass dies ihr sportlicher Leiter verboten hätte, was aber gar nicht stimmte. Breu hielt sich daran, während Schmutz dann selber angriff und so Breu das Gelbe Trikot abjagte. Im Ziel der Etappe schäumte Breu. Als er erfuhr, dass Schmutz gelogen hatte, machten zwei Sätze von ihm die Runde: „Dä Gottfried isch für mi gschtorbe“ (hochdeutsch: „Der Gottfried ist für mich gestorben“) und „Dä Godi Schmutz, dä Sauhund“ („Der Godi Schmutz, der Sauhund“). Welche dann zu einer stehenden Redewendung im Schweizer Radsport wurden; die Sprüche erlangten Kultcharakter.[10]
- Als Radrennfahrer hatte Beat Breu vieles gewonnen – später als Unternehmer aber fast alles verloren. In Schweizer Boulevardmedien war deshalb vom „Meister des Scheiterns“ die Rede; auf eine Negativschlagzeile folgte die nächste.[11][12]
- Beat Breu hat seinen legendären Bergetappen-Sieg auf der Alpe d'Huez der Tour de France von 1982 in minutiöser Kleinarbeit in einem Geländemodell verewigt; er hat dieses Modell eigenhändig hergestellt. Es ist je etwa einen Meter hoch, breit und tief. Das Modell beinhaltet sieben Kehren des Aufstiegs zur Alpe d'Huez und ist detailreich ausgestattet – mit Beat Breu auf dem Weg zu seinem grössten Sieg. Die Miniaturen halten jene Minuten des 20. Juli 1982 fest, in denen Breu „litt wie ein Hund“ (Zitat Beat Breu) und sich damit in die Geschichtsbücher des Radsports eintrug. Das Geländemodell befindet sich im Velomuseum Freiburg in der Schweiz. Beat Breu hat das Modell 2017 Auguste Girard geschenkt, einem der Gründer des Velomuseums, zum fünfjährigen Jubiläum des Museums.[13]